# 羅斯頓 (印第安納州)
羅斯頓（英語：Rosston）是位於美國印地安納州布恩縣的一個非建制地區。該地的面積和人口皆未知。

## 地理
羅斯頓的座標為40°02′55″N 86°17′21″W / 40.04861°N 86.28917°W，而該地的平均海拔高度為284米（即932英尺）。